# Templo de Columbia
El templo Columbia, Carolina del Sur es uno de los templos construidos y operados por la Iglesia de Jesucristo de los Santos de los Últimos Días, el número 62 construido y en operaciones continuas por la iglesia y el único templo construido en el estado de Carolina del Sur. Para lograr una ubicación más céntrica, el templo se construyó en Hopkins, en medio de un área residencial circundada de bosques. 

## Historia
El primer misionero restauracionista llegó a Carolina del Sur en 1839, nueve años después de la fundación de la iglesia. Bajo proselitismo de un recién converso de la Iglesia en el área, quien había tenido contacto previo con Joseph Smith, el misionero logró la conversión de varios fieles. Muchos de estos nuevos conversos afianzaban su fe en comentarios que Smith hiciera en 1832, que de Carolina del Sur iniciaría una guerra estadounidense. Los comentarios se encuentran registrados en la sección 87 del libro de Doctrina y Convenios. Al ser Carolina del Sur el primer estado en declarar la secesión de la Unión estadounidense en 1861, los devotos vieron las palabras de Smith como proféticas. En vista de la ola migratoria de los pioneros mormones hacia el territorio de Utah, la actividad proselitista pausó por unos años en Carolina del Sur y se reanudó en 1875 con la organización de la Misión de los Estados del Sur. Columbia recibió a sus primeros misioneros en 1894, donde se organizó la primera congregación en 1917.

## Anuncio
Los planes para la construcción del templo en la ciudad de Columbia se anunciaron el 17 de octubre de 1998. El 25 de abril de 1998 el entonces presidente de la iglesia, Gordon B. Hinckley, había anunciado la construcción de un mayor número de templos alrededor del mundo que tendrían un menor tamaño de lo acostumbrado para los templos SUD. El primero de estos templos fue el Templo de Monticello (Utah). Se aunció que de ese mismo modelo arquitectónico se construiría el templo de Columbia, el séptimo templo de menores dimensiones dedicado desde el anuncio de Hinckley. 
Previo a la construcción del templo en su estado, los fieles de Carolina del Sur viajaban al templo de Washington D. C. en los años 1970 y luego al templo de Atlanta construido en 1983.

## Construcción
Tras el anuncio público, la iglesia en ese país decidió construir el templo en un terreno que la iglesia poseía y de proporciones mucho menores a los templos hasta entonces construidos en el país. La ceremonia de la primera palada tuvo lugar el 5 de diciembre de 1998, siendo presidida por las autoridades generales del área y asistiendo a ella unas mil personas. Ese mismo día se realizó la ceremonia de la primera palada del templo de Hermosillo, siendo la segunda vez que la iglesia dedicaba el terreno de dos templos en un día. 
El templo es de granito gris y posee vidrieras, estando rematado por un pináculo y un ángel Moroni dorado. La ceremonia de inicio de la obra tuvo lugar el 5 de diciembre de 1998. Ocupa una extensión de 990 metros cuadrados. El templo fue construido de mármol imperial obtenido a poca distancia de Sharon (Vermont), lugar de nacimiento del fundador de la religión, Joseph Smith.
El templo está rodeado de pinos y robles nativos, cuyos jardines están decorados con mirtos, grandes acebos, crisantemos y cornejos, que reflejan la flora natural de la región.

## Dedicación
El templo SUD de Monticello fue dedicado para sus actividades eclesiásticas en cuatro sesiones, dos el 15 de octubre de 1999 y dos sesiones el 16 de octubre, por Gordon B. Hinckley, el entonces presidente de la iglesia SUD. Con anterioridad a ello, la iglesia permitió un recorrido público del interior y las instalaciones del templo por dos semanas, desde el 30 de septiembre al 9 de octubre del mismo año, al que asistieron 20.000 visitantes. Unos 8.000 miembros de la iglesia e invitados asistieron a la ceremonia de dedicación, que incluye una oración dedicatoria.
El día de la ceremonia dedicatoria comenzó nublado y lluvioso por influencia del huracán Irene. Se esperaba, como parte del folclore mormón, que el clima se mostrara favorable por intervención divina durante este tipo de ceremonias. Efectivamente, gran parte del día pasó a ser soleado, incluyendo el período de tiempo que duró la ceremonia, volviéndose lluvioso de nuevo hacia el anochecer. Una de las cantantes del número musical especial de la dedicación recibió noticia que su hijo había fallecido la noche anterior en un accidente de tránsito. Bajo consuelo de Hinckley, la cantante participó en su pieza musical tal como estaba en el programa, otro símbolo de auge espiritual asociado a la dedicación del templo.